# Borgstena Textile
AB Borgstena Textile, ursprungligen Borgstena Trikåfabrik, är en svensk tillverkare av bilklädsel. Företaget grundades 1925 av Gustav Johansson som en textilfabrik inriktad på att göra underkläder . Gustav Johansson besökte världsutställningen i Göteborg 1923 och såg där en maskin som stickade tyg. Han tog då sitt arv på 1 000 kr och köpte sin första stickmaskin som han installerade i källaren i sitt hem i orten Borgstena och började med att sticka och sy strumpor och underkläder till försvaret. Gustav Johanssons son Gösta tog sedermera över Borgstena Trikåfabrik.
Gösta Johansson, som sedermera tog efternamnet Borghed,  insåg under en het bilsemester med familjen i USA 1963 att något borde göras åt den klibbande bilklädseln. Han funderade på om man inte skulle kunna använda företagets stickmaskiner för att tillverka ett bekvämare säte. Tio år senare fick Borgstena sitt första kontrakt på bilklädsel. Därefter har Borgstena Textile utvecklats till ett internationellt företag med produktion på flera kontinenter.
Borgstena Textile förvärvade även att antal välkända konfektionsföretag, bland andra AB TH Lapidus, under en period då man fortfarande både tillverkade kläder och bilklädsel. Under sin mest aktiva period i näringslivet hade Gösta flera externa styrelseuppdrag, bl.a. satt han under en period i PK-Bankens centralstyrelse  tillsammans med t.ex. Stig Malm (LO ordf.), Björn Rosengren (TCO ordf.) samt Ove Rainer.
I april 2007 varslades de anställda på fabriken i Borgstena om att tillverkningen där skulle läggas ner och flyttas till Portugal. Endast huvudkontoret med design och försäljning blev kvar i Sverige.